# رجنت هتل
رجنت هتل (انگلیسی: Regent Hotel) شرکت مهمان‌نوازی بریتانیایی است، که در سال ۱۹۷۰ تأسیس شد.